# Paratropus sternalis
Paratropus sternalis är en skalbaggsart som beskrevs av Vienna 1985. Paratropus sternalis ingår i släktet Paratropus och familjen stumpbaggar. Inga underarter finns listade i Catalogue of Life.